# Провулок Миколи Чечеля (Житомир)
Прову́лок Миколи Чечеля  — провулок у Богунському районі Житомира. Названий на честь члена та секретаря Центральної Ради Миколи Чечеля.

## Розташування
Починається від вулиці Кармелюка та прямує на північний захід.
Перетинається з проїздом Августа Ільїнського.
Загальна довжина провулка — 200 метрів.

## Історія
До 19 лютого 2016 року називався 8-й Піонерський провулок. Відповідно до розпорядження Житомирського міського голови від 19 лютого 2016 року № 112 «Про перейменування топонімічних об'єктів та демонтаж пам'ятних знаків у м. Житомирі», перейменований на провулок Миколи Чечеля.